# Gyula Grosics
Gyula Grosics (Dorog, 4 februari 1926 – Boedapest, 13 juni 2014) was een voetbaldoelman uit Hongarije. Hij was de zeer gewaardeerde keeper van het Hongaars voetbalelftal uit de jaren vijftig, bijgenaamd de 'Magische Magyaren'. Zijn bijnaam luidde De Zwarte Panter.
In 1952 won hij met het Hongaarse elftal de Olympische Spelen. Hij verloor twee jaar later de finale van het Wereldkampioenschap voetbal 1954 (Wonder van Bern).
Grosics is de uitvinder van de 'meevoetballende keeper', wat betekent dat hij soms als extra verdediger fungeerde. Hij speelde op drie WK's: 1954, 1958 en 1962. Tussen 1947 en 1962 speelde Grosics 86 interlands voor Hongarije.
Grosics kwam uit voor drie Hongaarse clubs: MATEOSZ (1947 tot 1950), Budapest Honvéd (1950 tot 1957) en Tatabányai Bányász (1957 tot 1962), totdat hij in 1962 stopte.

## Erelijst
- Budapest Honvéd
  - Hongaars landskampioen: 1950, 1952, 1954, 1955

### Internationaal
- Hongarije
  - Balkan Cup voor landen: 1947
  - Olympische Zomerspelen: 1952
  - Centraal-Europese Internationale Beker: 1953

| Logo van de Olympische Spelen | Goud | Zilver | Brons | Logo van de Olympische Spelen |
|                               | 1    | 0      | 0     |                               |